# Халін Валерій Володимирович
Халін Валерій Володимирович (*23 липня 1964, м. Житомир) — кандидат педагогічних наук з 2006, доцент із 2008 Житомирського державного університету імені Івана Франка. 
Із 2007 по 2013 рр. — завідувач кафедри дидактичної лінгвістики та літературознавства. З 2013 р. — директор Інституту філології та журналістики цього ж університету.